# Otto Kuntze

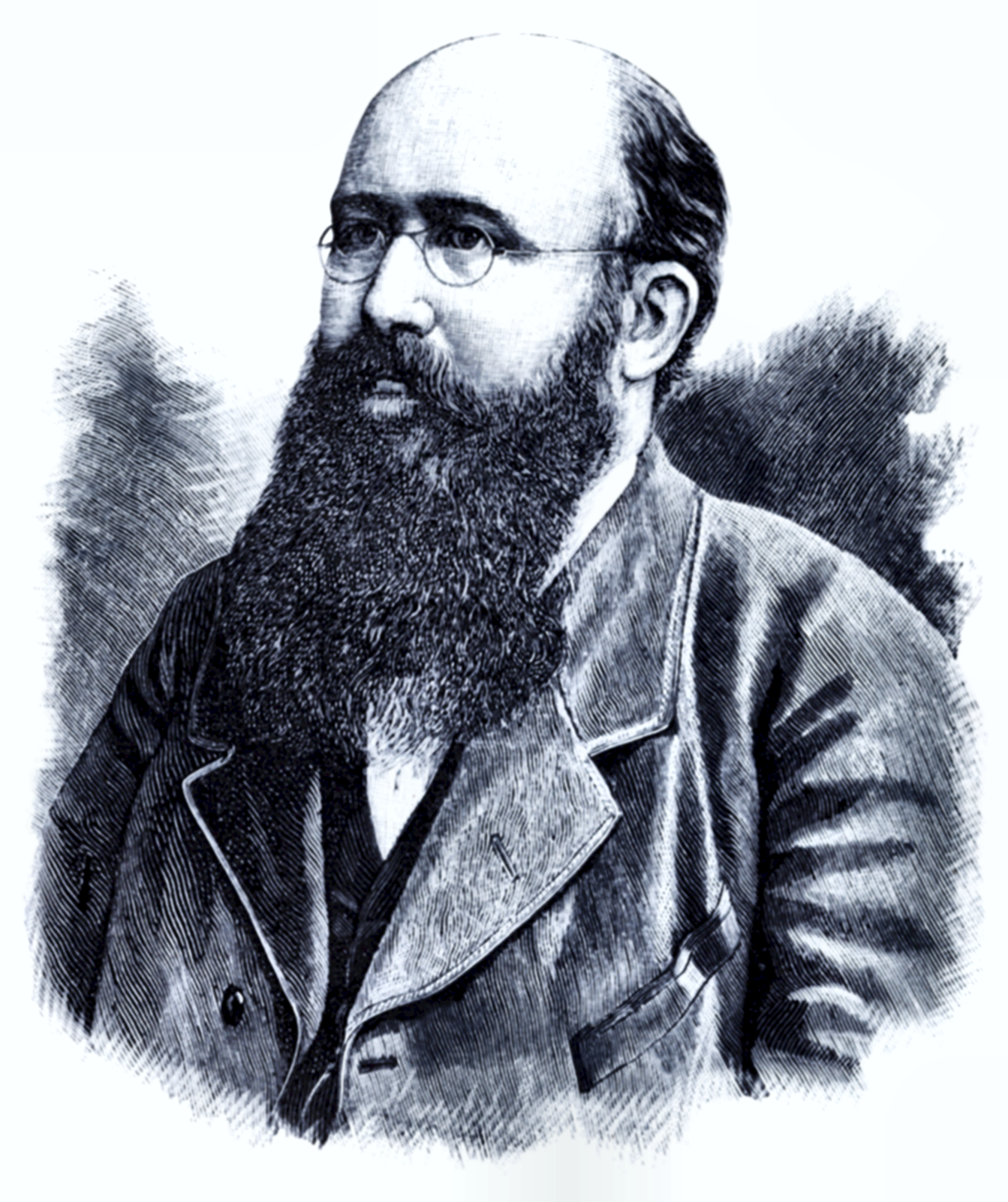
Otto Kuntze 1889

Carl Ernst Otto Kuntze (n. 23 iunie 1843, Leipzig, Regatul Saxoniei – d. 27 ianuarie 1907, San Remo, Liguria, Italia) a fost un botanist, briolog și micolog german care a revoluționat parțial taxonomia și nomenclatura plantelor. Abrevierea numelui său în cărți științifice este Kuntze, dar de asemenea O.Kuntze, în cărți științifice americane chiar și O.Ktze sau numai Kuntze.

## Biografie
Otto a fost educat într-o școală secundară și una comercială, devenind în cariera sa timpurie un droghist. Interesul său în botanică începuse deja în tinerețe, și înainte de a pleca de la Leipzig, el a adunat și descris cele mai multe specii de plante din regiune. Mai târziu, în 1867, a publicat rezultatele cercetărilor sale în eseul Taschen-Flora von Leipzig. Din 1863-1866 îl întâlnim ca comerciant la Berlin. Și acolo a petrecut cea mai mare parte a timpului liber în excursii botanice din această zonă, deseori întovărășit de doi botaniștii stabiliți la Berlin, Alexander Braun (1805-1877) și Paul Ascherson (1834-1913), dar a călătorit și prin Europa Centrală precum Italia.
În anul 1867, Kuntze a revenit la Leipzig, și numai un an mai târziu a deschis o fabrică pentru producere de uleiuri volatile precum esențe cosmetice. Kuntze a condus întreprinderea cu atât de mult succes, că și-a făcut o avere. Astfel  s-a retras cu ușurință din afacerile de fabricație chimică după numai cinci ani de zile. După acea a decis să petreacă restul vieții sale cu studiul științelor naturale, începând noua sa viață cu prima sa cutreiere a lumii, care a durat din 1874 până la 1876. În cursul acestei călătorii a vizitat Insulele Caraibe, SUA, Japonia, China, Asia de Sud-Est, Peninsula Arabică și Egiptul. Rezultatele științifice ale acestor călătorii au fost publicate ca Um die Erde - Reiseberichte eines Naturforschers (1881). Din 1876-1878 a studiat Științe Naturale la Berlin și Leipzig, și a obținut doctoratul în Freiburg cu disertația Monografie der Gattung Cinchona L. (Monografia speciei Cinchona).
După ce a mai vizitat, în 1886, stepele Rusiei de Sud (în Armenia, Azerbaidjan, Georgia, Turkmenistan și Ucraina) precum Insulele Canare și Madeira (1887-1888), a întreprins, din 1891-1893, o a două călătorie prin lume, prin statele din America de Sud și în 1894 Africa de Sud, vizitând și coloniile germane. Colecția botanică, rezultat al acestor călătorii, anume 7.700 din 32.000 de exemplare, a expus-o la Berlin și Kew Gardens (majoritatea exemplarelor de tip aflându-se astăzi în Gradina Botanica din New York). 
În continuare, între 1891 și 1898, savantul a publicat opera sa în trei volume cea mai cunoscută, Revisio Generum plantarum. Publicația a fost un șoc pentru botanică, fiindcă Kuntze revizuise în acest tratat aproape în întregime taxonomia plantelor și nomenclatura botanică (referitor reviziei din 1867 în Codul de Paris, asociat școlii de taxonomie a lui Carl von Linné din 1753). Declarațiile lui au fost parțial sărbătorite revoluție a taxonomiei, dar în majoritate respinse sau ignorate în mod deliberat. Ideile înnoitoare privind nomenclatura botanică a provocat o ruptură. Dintr-o dată au existat două versiuni ale acestei nomenclaturi, predecesorul codului internațional al nomenclaturii pentru alge, ciuperci și plante. Acest conflict a ajuns la un cap la al doilea Congres Internațional de Botanică din 1905.
Din anul 1895 înainte, Kuntze s-a mutat definitiv la San Remo. În anul 1904, a mai întreprins o ultimă expediție științifică prin lume, vizitând Australia, Noua Zeelandă, Ceylon, Samoa, Hawaii și SUA. În consecință a publicat Lexicon generum Phanerogamarum, descriind rezultatele studiilor sale despre flora și fauna din Marea Sargaselor, Singapore și India.
În anul 1905, a participat la al doilea congres internațional de botanică de la Viena, punând sub semnul întrebării autoritatea Congresului cu privire la stabilirea regulilor de nomenclatură. Ca rezultat, naturaliștii au negat competența sa. După congres a scris o infirmare a propunerilor incompetente precum punerea la dispoziție a normele nomenclaturii botanice pentru reforma internațională finală, prevăzută la congresul de la Bruxelles în 1910. Dar starea de sănătate a lui Kuntze sa înrăutățit rapid și, prin urmare, a murit numai ceva mai mult de un an după congres în casa sa la San Remo, astfel nemaiavând posibilitatea de revizie.
Kuntze a fost descris ca un „reformator polemic de nomenclatură" și "petrelul furtunos al nomenclaturii", iar controversele care l-au înconjurat cauzate contemporanilor săi deghiză vederea corectă a lucrării sale. Trebuie recunoscut faptul, că el a obligat pe botaniști să abordeze și să rezolve multe probleme fără răspuns în nomenclatură. Contribuțiile semnificative ale marelui botanist privind taxonomia plantelor, bazate pe călătoriile de colectare la nivel mondial precum monografiile sale sunt bine cunoscute până în prezent.

## Plante și ciuperci descrise de Kuntze (mică selecție)

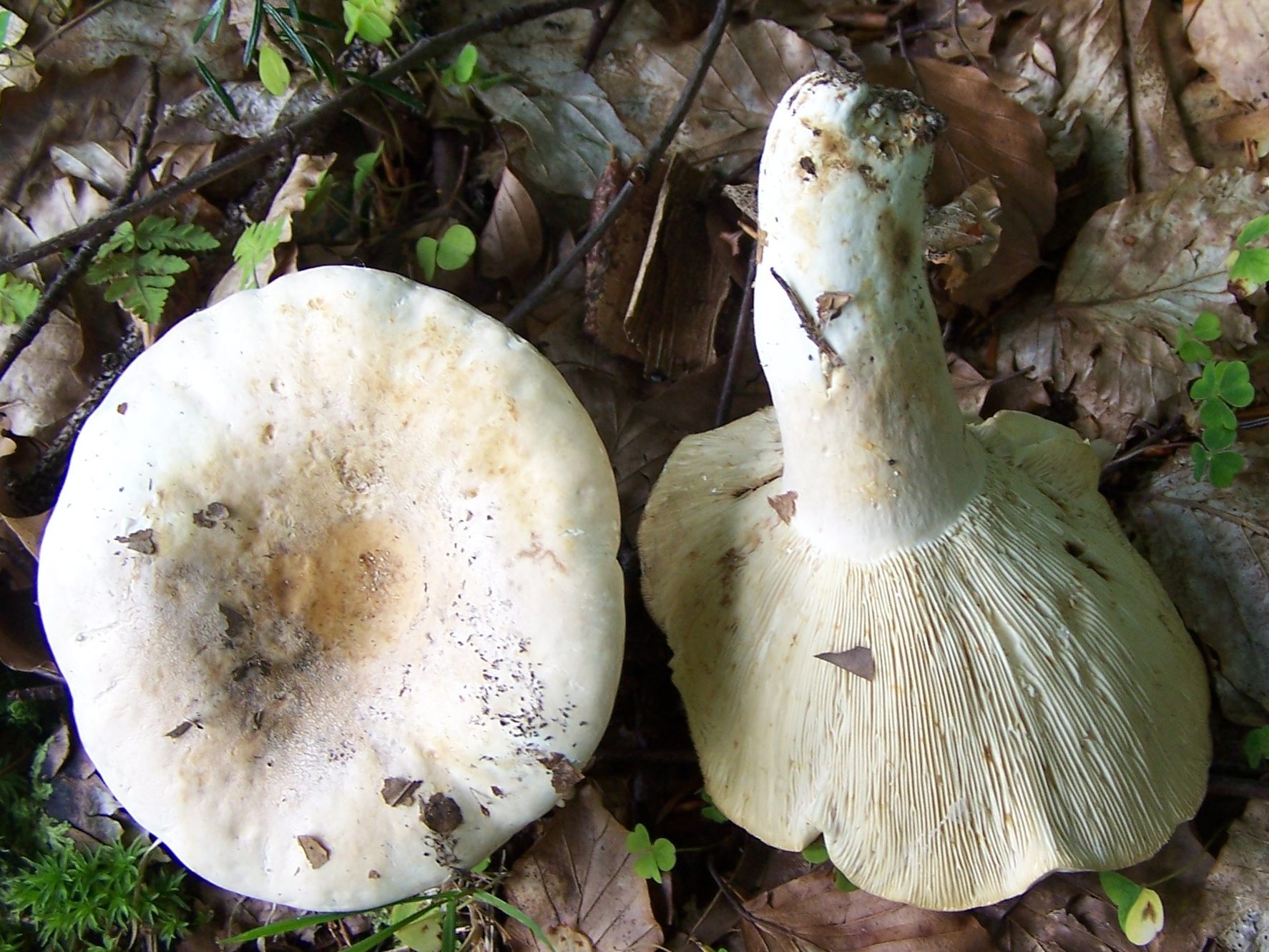
Râșcov pâslos

Savantul a denumit extrem de multe plante, licheni și ciuperci. Lista se poate admite aici: 
În plus a determinant specii de genul Lactifluus, ca de exemplu:
- Lactifluus corrugis (Peck, 1879) O.Kuntze (1891)
- Lactifluus deceptivus Peck, 1885) O.Kuntze ( 1891)
- Lactifluus hygrophoroides (Berk. & Broome, 1859) O.Kuntze (1891)
- Lactifluus oedematopus (Scop., 1772) O.Kuntze (1891)
- Lactifluus vellereus (Fr., 1838) O.Kuntze (1891)
- Lactifluus volemus (Fr., 1838) O.Kuntze (1891)
- Suillus plorans (Rolland) O.Kuntze (1898)

## Taxoni dedicați lui Kuntze

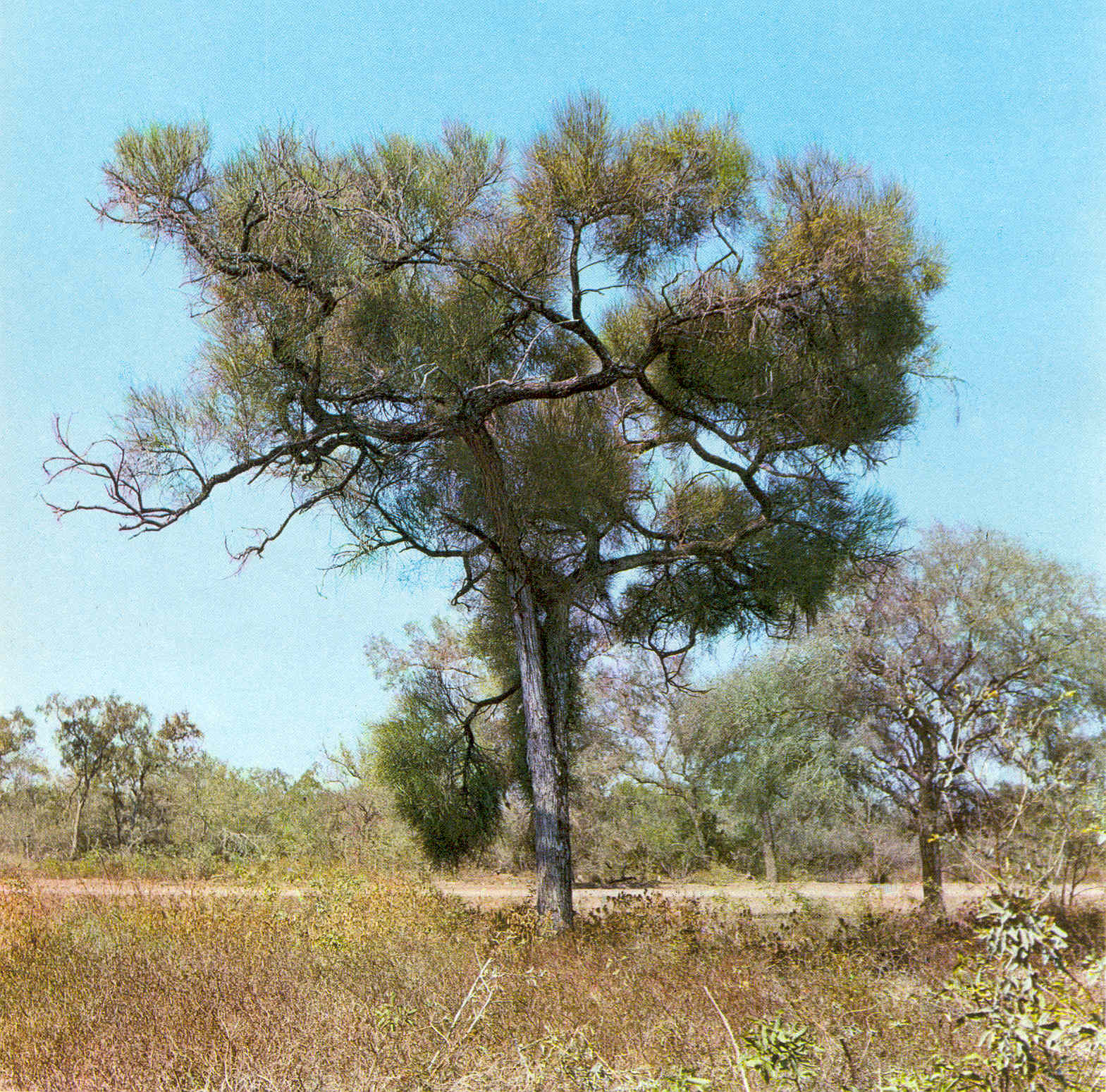
Prosopis kuntzei

| - Acanthaceae: Arrhostoxylum kuntzei (Lindau) Bremek.; Hypoestes kuntzei C.B.Clarke ex Ridl. - Aizoaceae: Brownanthus kuntzei (Schinz) Ihlenf. & Bittrich - Araliaceae: Oreopanax kuntzei Harms ex Kuntze - Asclepiadaceae : Asclepias kuntzei Schltr. - Asteraceae : Berkheyopsis kuntzei O.Hoffm. ex Kuntze; Stevia kuntzei Hieron. - Bignoniaceae: Zeyheria kuntzei K.Schum. ex Kuntze - Clavariaceae: Ramariopsis Kunzei Fr. ex Corner (1950) - Cucurbitaceae: Sicyos kuntzei Cogn. ex Kuntze | - Cyperaceae : Cyperus kuntzei Boeckeler; Dichromena kuntzei (C.B.Clarke ex O.Ktze) J.F.Macbr.; Eleocharis kuntzei Boeckeler; Rhynchospora kuntzei C.B.Clarke ex Kuntze - Dioscoreaceae : Dioscorea kuntzei Uline ex Kuntze - Fabaceae : Astragalus kuntzei Sheld. - Gentianaceae : Gentianella kuntzei (Gilg) T.N.Ho & S.W.Liu - Juncaceae : Juncus kuntzei Buchenau ex Vierh. - Lamiaceae : Plectranthus kuntzei Gürke - Leguminosae: Cassia kuntzei Hosseus - Loasaceae : Caiophora kuntzei Urb. & Gilg - Lythraceae : Nesaea kuntzei Koehne | - Malvaceae : Cristaria kuntzei Speg.; Hibiscus kuntzei Ulbr. - Melastomataceae : Acinodendron kuntzei (Cogn.) Kuntze - Piperaceae : Peperomia kuntzei C.DC. ex Kuntze - Polygonaceae : Polygonum kuntzei P.Fourn. - Prosopis: Prosopis kuntzei Harms - Rubiaceae : Diodia kuntzei K.Schum. |

## Lucrări (selecție)

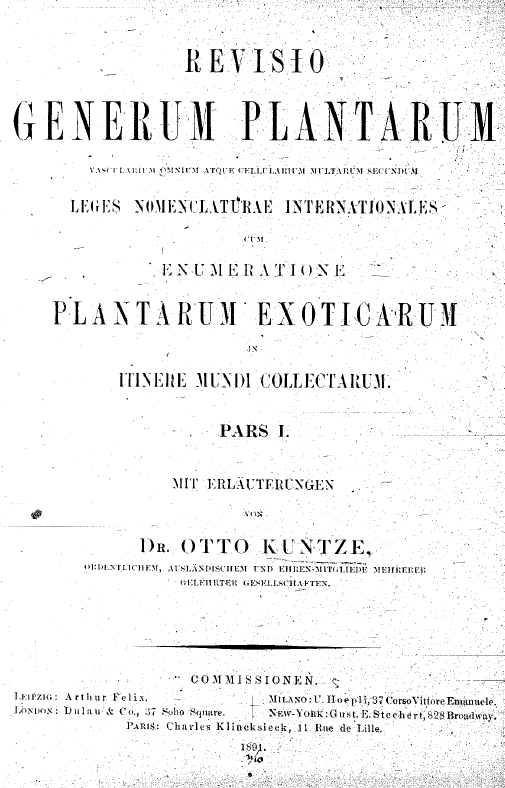
Revisio Generum Plantarum I

- Reform deutscher Brombeeren (monografie), Editura Wilhelm Engelmann, Leipzig 1867
- Taschen-Flora von Leipzig, C. P. Winter’sche Verlagshandlung, Leipzig & Heidelberg 1867
- Monografie der Gattung Cinchona L., Editura Pöschel & Trepte, Leipzig 1878
- Methodik der Speciesbeschreibung und Rubus (monografie), Editura Arthur Felix, Leipzig 1879
- Um die Erde - Reiseberichte eines Naturforschers, Editura Frohberg, Berlin 1881
- Phytogeogenesis - Die vorweltliche Entwickelung der Erdkruste und der Pflanzen in Grundzügen, Editura Paul Frohberg, Leipzig 1884
- Plante orientali rossicae, St. Petersburg 1887
- Revisio generum plantarum:vascularium omnium atque cellularium multarum secundum leges nomenclaturae internationales cum enumeratione plantarum exoticarum in itinere mundi collectarum, 3 volume, Editura Arthur Felix, Leipzig 1891–1898
- Motivierte Ablehnung der angeblich vom Wiener Kongress 1905 angenommenen inkompetenten und fehlerreichen botanischen Nomenklatur-Regeln, sowie Vorschläge zur international endgültigen Reform a. d. Brüsseler Kongress 1910, San Remo 1907